# Didier Daeninckx

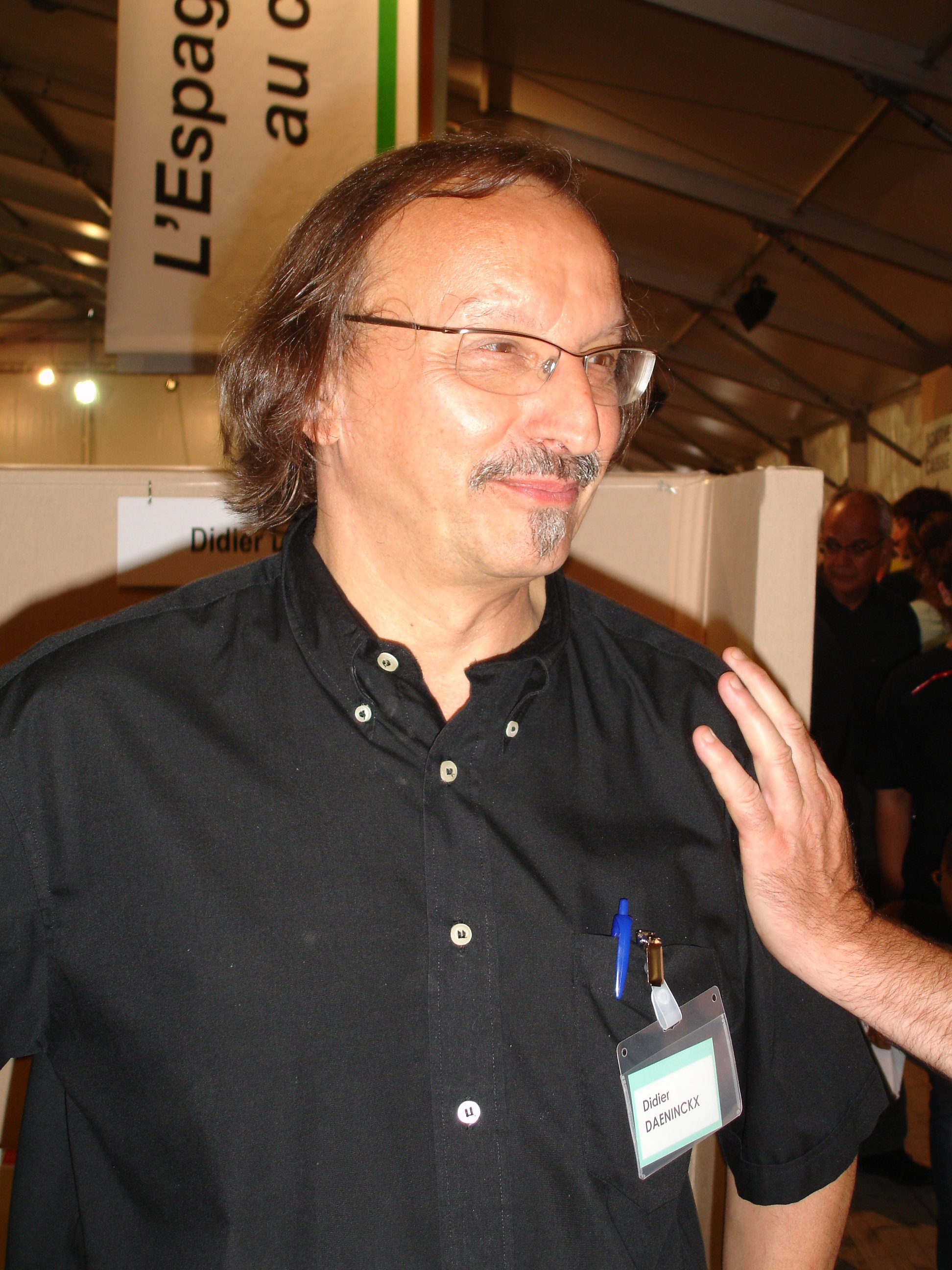
Didier Daeninckx

Didier Daeninckx (Saint-Denis, 27 april 1949) is een Franse schrijver van detectiveromans, novelles en essays. 
Didier Daeninckx stelt in zijn oeuvre bepaalde onderwerpen aan de kaak en neemt een duidelijk standpunt in. Hij richt zich met name op politieke en sociale zaken. Dit gaat zowel om dossiers uit het heden als vergeten gebeurtenissen uit het verleden, zoals het Algerijnse bloedbad in Parijs op 17 oktober 1961 in Meurtres pour mémoire. Didier Daeninckx gebruikt hiervoor vaak detectiveromans, waarbij hij de sociale realiteit duidelijk naar voren laat komen.
- Bibsys: 98013791
- Biblioteca Nacional de España: XX940535
- Bibliothèque nationale de France: cb11898410w (data)
- Catàleg d'autoritats de noms i títols de Catalunya: 981058614198106706
- CiNii: DA09541881
- Gemeinsame Normdatei: 120259885
- International Standard Name Identifier: 0000 0001 2144 7053
- Library of Congress Control Number: n91041582
- Nationale Bibliotheek van Letland: 000025740
- Bibliotheek van het Japanse parlement: 00512736
- Nationale Bibliotheek van Tsjechië: mzk2003197534
- Nationale bibliotheek van Australië: 35920908
- Nationale Bibliotheek van Israël: 987007260004005171
- Nederlandse Thesaurus van Auteursnamen: 071120815
- Réseau des bibliothèques de Suisse occidentale: 02-A003150891
- SNAC: w6w98vh3
- Système universitaire de documentation: 026808811
- Virtual International Authority File: 97756343
- WorldCat: E39PBJfxbppPvxG8Y8fjPDFMyd